# Национальный публичный реестр лиц, совершивших сексуальное преступление
Национальный публичный реестр лиц, совершивших сексуальное преступление (National Sex Offender Public Registry), с 29 июня 2006 г. — Американский общедоступный реестр сексуальных преступников и преступлений на сексуальной почве — совместное мероприятие, проводимое американскими государственными агентствами, занимающимися преступлениями на сексуальной почве и федеральным правительством США. Реестр координируется министерством юстиции и работает как поисковая машина на веб-сайте позволяя пользователю делать запросы для получения информации о сексуальных преступниках на всей территории США.
Сайтом могут пользоваться не только государственные и правоохранительные органы, но и простые граждане. На сайте есть описание сексуальных преступников, список совершённых ими преступлений, модель их автомобиля и домашний адрес. Информация обновляется в режиме реального времени и в настоящий момент содержит сведения о более полумиллионе незаконопослушных граждан.